# Miguel Etchebarne Riol
Miguel Etchebarne Riol (Talca, 1903-1965) fue un médico cirujano y político chileno de ascendencia francesa. Se desempeñó como ministro de Salubridad, Previsión y Asistencia Social de su país, durante los gobiernos de los presidentes radicales Pedro Aguirre Cerda y Juan Antonio Ríos.

## Vida personal
Hijo de  Jean Etchebarne Lasalle, inmigrante francés, y de Saturnina Riol Diego. Estuvo casado con Marta Burmester Araya, teniendo descendencia.

## Trayectoria pública
Miembro del Partido Socialista de Chile (PS), fue intendente de Talca en 1932, regidor de la misma comuna y, ministro de Salud durante el gobierno de Pedro Aguirre Cerda entre 1938 y 1939. En las elecciones parlamentarias de 1941, se presentó como candidato a senador de la República, obteniendo 120 votos de los 4.872 de la lista PS, no resultado electo.
Se desempeñó además, como presidente del Consejo de la Caja de Seguro Obrero y como  representante de Chile ante la Organización Mundial de la Salud (OMS). Durante su labor como ministro de Salud, amplió el Instituto Bacteriológico en sus dimensiones materiales, pero, al mismo tiempo, le dio otros límites mucho más amplios, para servir mejor a Chile. De la misma manera, durante su gestión se erradicó definitivamente el tifus exantemático, cuyos últimos brotes —expresión de miseria— azotaban a las provincias sureñas de Chile. Por otra parte, en 1939 le tocó afrontar el terremoto de Chillán ocurrido el 24 de enero, saliendo en auxilio de las víctimas.